# 1632
1632 (MDCXXXII) a fost un an bisect al calendarului gregorian, care a început într-o zi de joi.

## Evenimente
- 16 noiembrie: Moare regele Suediei Gustav Adolf la Lützen. Este urmat la tron de fiica sa, Cristina a Suediei.

- În Țara Românească începe domnia lui Matei Basarab (până în 1654).

## Arte, științe, literatură și filozofie
- Galileo Galilei enunță Legea căderii corpurilor în vid.

## Nașteri
- 29 august: John Locke, filosof și om politic englez (d. 1704)
- 24 octombrie: Antonie van Leeuwenhoek, biolog olandez (d. 1723)
- 31 octombrie: Johannes Vermeer, pictor olandez (d. 1675)
- 23 noiembrie: Jean Mabillon, călugăr și istoric francez (d. 1707)
- 24 noiembrie: Baruch Spinoza, filosof evreu olandez (d. 1677)
- 28 noiembrie: Jean-Baptiste Lully, compozitor francez de origine italiană (d. 1687)

## Decese
- 26 iunie: Alexandru Coconul, 20 ani, domn al Țării Românești și domn al Moldovei (n. 1611)
- 16 noiembrie: Regele Gustav al II-lea Adolf al Suediei, 37 ani (n. 1594)